# Дикунов, Иван Павлович
Иван Павлович Дикуно́в (1941 — 2022) — советский и российский скульптор, лауреат Государственной премии РСФСР (1990), заслуженный художник РСФСР (1990), народный художник Российской Федерации (2007).

## Биография
Родился в селе Петровка (Павловский район, Воронежская область). В 1959 года учился на отделении скульптуры ЛХУ имени В. А. Серова. В 1964—1970 годах учился в ЛИЖСА имени И. Е. Репина.
С 1971 года проживал в Воронеже. С 1974 года — член СХ СССР.
В 1988—1995 годах преподавал в Воронежском художественном училище. С 1995 года преподавал в Воронежском государственном архитектурно-строительном университете, профессор.
В 1985—1991 годах — председатель Воронежской организации СХ РСФСР.
Умер 25 марта 2022 года. Похоронен в Воронеже на Коминтерновском кладбище.

## Творчество
Памятники Пятницкому, Платонову, Пушкину, Белому Биму Черное Ухо, Котенку с улицы Лизюкова. Работал над серией скульптур для парка «Орленок» (1974—1976), театра оперы и балета (1986), театра кукол «Шут» (1985—1987), драматического театра (1989), Дворца детей и юношества (1985—1986), детской поликлиники №4 (1990—1991), музея-усадьбы Д. В. Веневитинова (1994).
В работе Ивану Павловичу помогала жена Эльза Пак. У них двое детей, которые пошли по стопам творческих родителей.

## Признание
- Государственная премия РСФСР за произведения и работы для детей и юношества (1990) — за здание Воронежского областного театра кукол
- заслуженный художник РСФСР (1990)
- народный художник РФ (2007)
- Почётный гражданин Воронежской области (2009)
- Знак отличия «За заслуги перед Воронежской областью» (12 апреля 2016) — за многолетнюю плодотворную работу и большой личный вклад в социально-экономическое развитие Воронежской области